# Pražští tamburaši
Pražští tamburaši, dříve Klub tamburašů Vyšehrad, jsou originálním orchestrem drnkacích nástrojů založeným v roce 1910. Jde o živý doklad lidové hudební kultury velmi rozšířené na přelomu 19. a 20. století. V 21. století jsou s orchestrem Brač ze Studénky, který vznikl roku 1913 ojedinělými tamburašskými soubory. Přes 100 let si tato ryze slovanská hudba zachovává svůj specifický ráz, neboť svou melodičností a líbezností dokáže posluchače pohladit i rozveselit. 

## Založení
Ustavující schůze Klubu tamburašů Vyšehrad se konala 1. května 1910 v dodnes existující restauraci U Trajců v pražské Vyšehradské ulici. Klub, který založilo 21 amatérských hráčů, je tak nejdéle existujícím souborem svého druhu v Čechách. Roku 1991 si hráči zvolili kratší a výstižnější název Pražští tamburaši.

## Sbormistři a archiv
Významnými sbormistry a dirigenty byli: A. Weiss (1910–1932), R. Doubrava (1932–1960), J. Javůrek (1960–1983), J. Kramoliš (1983–1988), prof. J. Vlasatý (1988–1994), Č. Šteffek (1994–2018). 
Postupně vytvořený notový archiv čítá na 700 skladeb různých žánrů od lidových ke koncertním. Většinu instrumentace vytvořili sbormistři Doubrava a Javůrek. Zejména J. Javůrek posunul repertoár od zpěvného a tanečního až k populárním skladbám tzv. vážné hudby. Díky jeho náročnému přístupu dosáhl amatérský orchestr profesionální úrovně.
Pražští tamburaši disponují obsáhlým archivem s podrobnými kronikami popisujícími činnost orchestru i osudy jeho členů.

## Obsazení orchestru
V orchestru se vystřídaly stovky hráčů a desítky zpěváků a byly odehrány tisíce koncertů. Kromě tambur se posléze přidaly i mandolíny, kytary a bicí. S výjimkou období světových válek kolísal počet hráčů mezi 20 a 35. Do orchestru se stěhovali hráči z těch tamburašských souborů, které postupem času zanikaly. Zhruba od roku 2000 má obsazení sestupnou tendenci. Hudebníci a hudebnice Pražských tamburašů stárnou a odcházejí, snižuje se i poptávka po koncertech. V roce 2018 zbylo přibližně 10 hráčů, již bez dirigenta. Koncerty se často konají ve spolupráci se souborem tamburašských Brač Studénka. 
V roce 2020 soubor přerušil činnost kvůli opatřením souvisejících s pandemií covidu-19. 

## Krédo
Krédem zakládajících členů bylo, že hudba u tamburašů není výdělkem, k hudbě musí být láska. Za více než 100 let činnosti orchestr poutal pozornost vděčného posluchačstva a přinášel jim potěšení a dobrý zážitek. Je třeba poděkovat všem, kteří tuto hudbu pěstovali a udržovali a kteří svým koncertním uměním získali uznání a ohlas veřejnosti ve svém městě, kraji i za hranicemi republiky.